# Захисник океанів

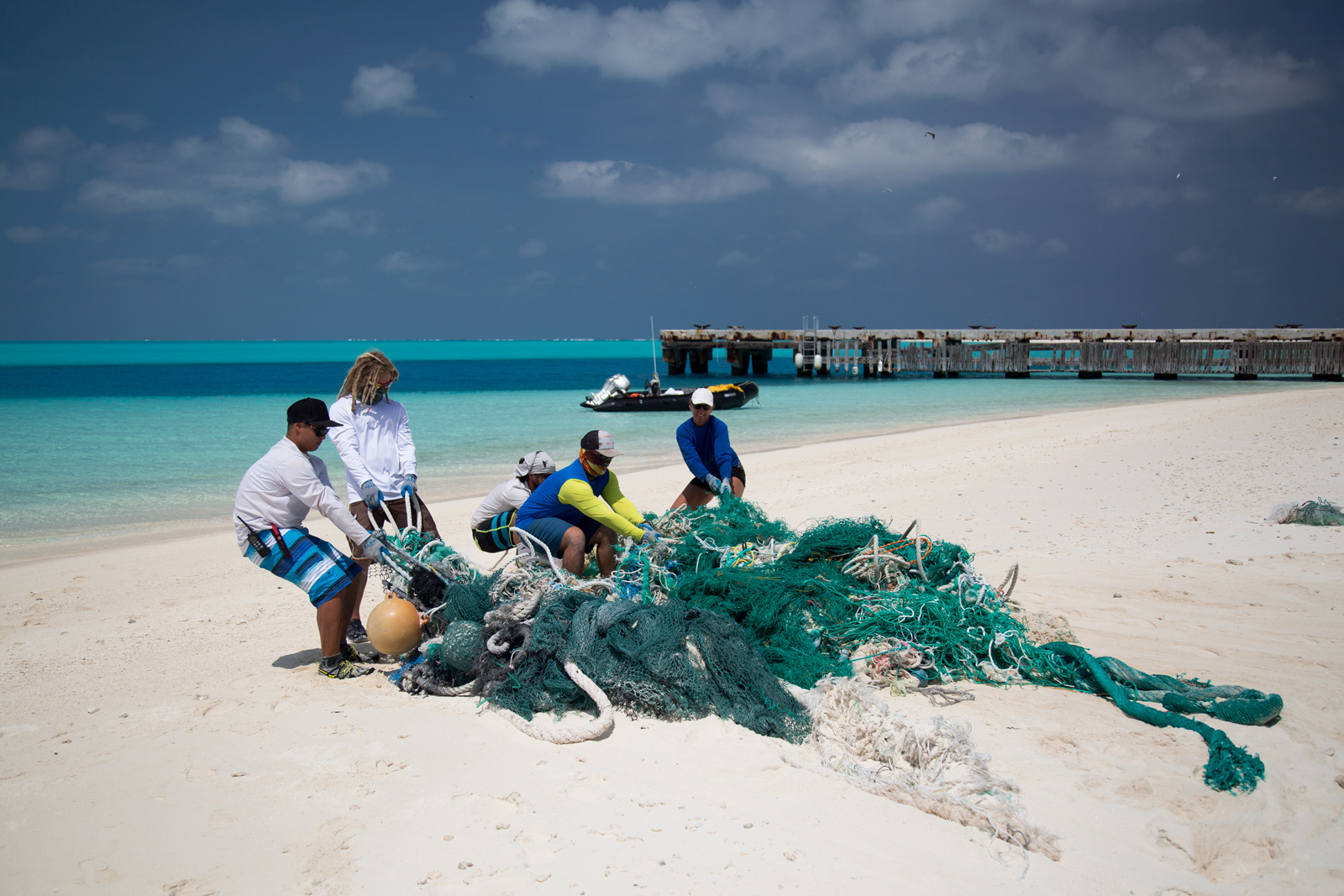
Прибирання пляжного сміття в Національному морському пам'ятнику Папаханаумокуакеа, Гаваї.

Захисник океанів — борець за права людини та навколишнє середовище, який зосереджений на захисті океанів Землі. Загальні цілі включають захист прав людей, а також захист водних екосистем від забруднення або знищення. Загалом вони виступають проти екстрактивності, надмірного вилову риби, незареєстрованого рибальства та порушень прав людини тих, хто живе на узбережжі чи в країнах, що залежать від океану.

## Історія
У 2000 році підводний фотограф Курт Лібер заснував Альянс захисників океану, щоб «допомогти екосистемі вижити [під] натиском штучного сміття та забруднення». У 2002 році вона стала некомерційною організацією 501(c)(3).
У 2011 році Джіджі Бріссон сформувала групу Ocean Elders, всесвітню групу активістів, до якої входять Сільвія Ерл, Річард Бренсон, Джексон Браун, Джеймс Кемерон, Ріта Р. Колуелл, Жан-Мішель Кусто, Вейд Девіс, Джейн Гудолл, Джеррі Лопес, Кетрін А. Новеллі, Фредерік Полсен-молодший, Бертран Пікар, Томас Ременгесау-молодший, Девід Е. Шов, Найноа Томпсон, Тед Тернер, Дон Уолш, Боб Вір, Шейла Вотт-Клутьє, Ніл Янг і Хосе Марія Фігерес.
Приблизно в 2013 році Грінпіс розповсюдив фотографії зі свого туру Oceans Defender Tour, які документують «незаконні та руйнівні методи рибальства в Сіамській затоці». Наступного року Грінпіс Південно-Східної Азії опублікував список із 10 повсякденних завдань, які громадяни можуть виконувати, щоб допомогти захисникам океанів.
У 2020 році Всесвітній форум рибалок (що представляє 10 мільйонів дрібних рибалок із 54 країн) оприлюднив заяву, в якій підтвердив необхідність захисників океану для продовження захисту прав людини для тих, хто покладається на економічну вигоду від океанів.
У 2022 році нігерійський екологічний активіст Нніммо Бассі схвалив інструментарій для «Океанів і захисників прав людини», в якому детально описуються методи єдності та адвокації.
У 2022 році Frontiers in Marine Science зазначили, що захисники океану стикаються з додатковим ризиком, оскільки вони «часто належать до груп, які вже зазнали історичної та постійної структурної маргіналізації та виключення з процесу прийняття рішень. Це стосується дрібних рибалок, корінних народів, кольорових народів, жінок і молоді».
У 2023 році Університет Британської Колумбії поділився документом під назвою «Ще потрібно зробити для захисту захисників океану». Того ж року Time for Kids опублікував інтерв'ю із Сільвією Ерл під назвою «Захисник океану». Ерл назвав найбільшу поточну проблему для захисників океану як глибоководний видобуток корисних копалин для створення акумуляторів для електронних транспортних засобів, який завдає шкоди глибоководним екосистемам. Вона також засудила рибу як їжу, заявивши: «[нам потрібно] позбутися цієї ідеї, що океанська дика природа потрібна для нашої продовольчої безпеки. Зараз ми починаємо розуміти високу ціну [довкіллю] споживання риби».